# カタシモワイナリー
 カタシモワイナリー は、大阪府柏原市にあるワインメーカー。西日本で現存する最古のワイナリーである。

## 沿革
1914年にカタシモ洋酒醸造所が、高井作次郎によって設立された。作次郎の父・高井利三郎はブドウ栽培農家で、カタシモワイナリーがある旧堅下村において、ブドウ栽培を推し進めるべく、山麓斜面を積極的に開墾した人物である。
作次郎はワイン醸造やブドウ栽培の研究に取り組み、温室ブドウ栽培や冷蔵貯蔵庫の設置、諸外国からの新品種の導入、傾斜地へのケーブル敷設、ブドウ出荷ネットワークの確立など、当時としては斬新なアイデアや工夫を積極的
に取り入れた。
こうして、作次郎は大阪ブドウ栽培の黄金期を築き上げたことから、1966年に勲五等双光旭日章（現・旭日双光章）が叙勲された。
1968年、カタシモワインフード株式会社として法人を設立し、3代目高井利一が代表取締役に就任した。
1970年代後半に作次郎の孫の高井利洋が4代目として引き継ぐ。高度経済成長期に多くのブドウ畑が宅地に変わり、ブドウ栽培農家も減少。輸入ワインに押されてワイナリーの大部分も廃業した。カタシモワイナリーの売上も低迷し、ぶどうジュースやひやしあめの製造販売で凌いでいた。
1990年代から消費者と直接つながる手法に活路を求め、ワイナリー見学会を実施して認知度向上を図った。地道な活動を続けて次第にファンを獲得していったのである。
2014年11月16日に、創業100周年記念のイベントを開催した。
2019年、G20大阪サミットの夕食会において、各国首脳らにカタシモワイナリーのワインが振る舞われた。
2021年、4代目社長の利洋が旭日単光章を受章した。

## 製造

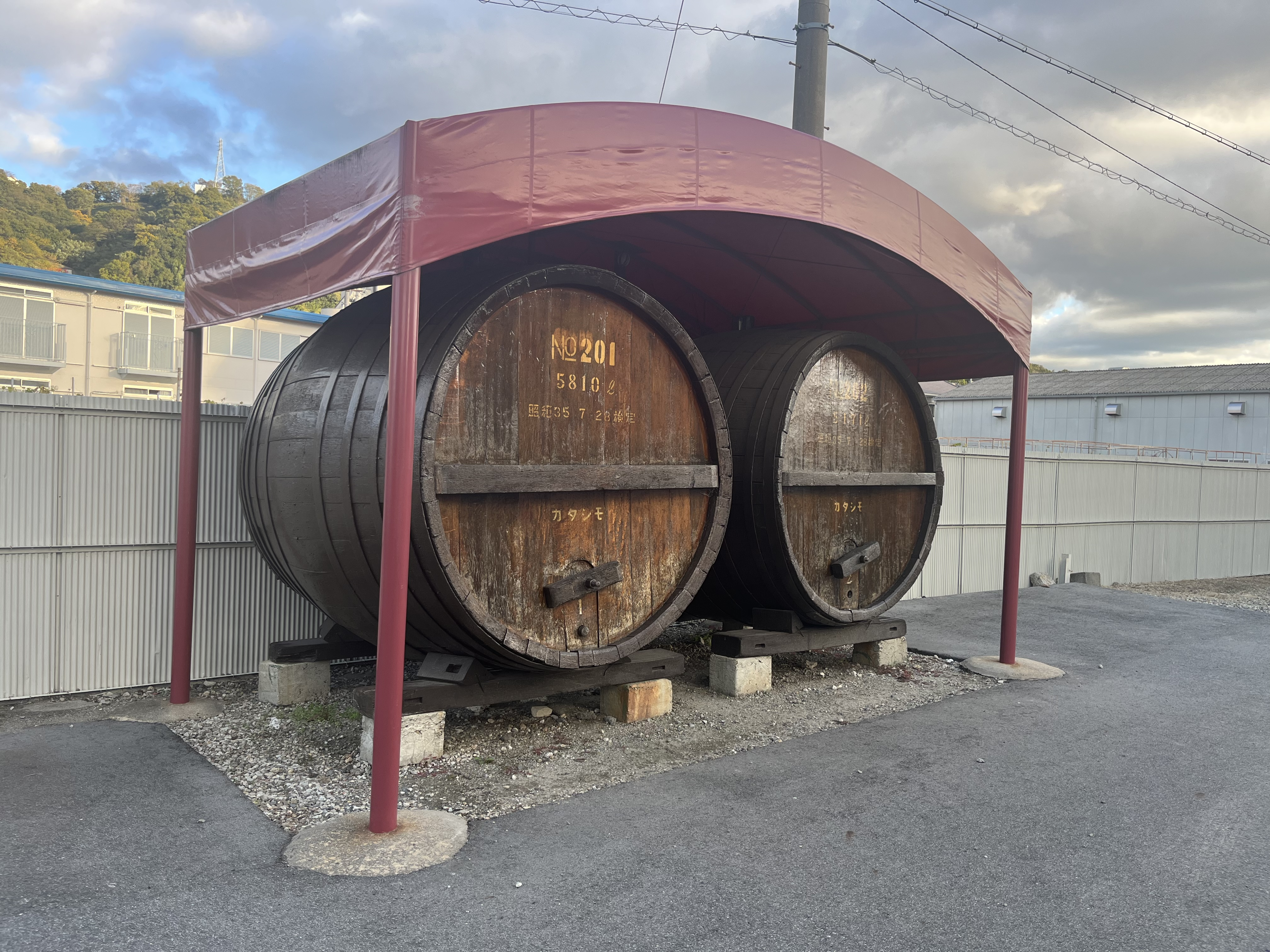

### ブドウ栽培
大阪府は昭和初期まで日本一のブドウ産地であり、ワインの生産量も1位の時期があった。その中でも堅下村は、甲州ブドウの苗木の育成に成功した中野喜平や、山麓斜面を開墾してブドウ栽培面積を拡大した高井利三郎の尽力もあり、府内の栽培面積の3割を占めていた。そして、この地で生産されたブドウは「堅下ブドウ」と呼ばれるようになった。
第二次世界大戦以後、栽培面積も減少し続けていたが、産地再興をすべく、4代目社長の利洋が大阪ワイナリー協会を設立。府内の7社が加盟し、府内産ワインの振興に取り組んできた。2021年に国の地理的表示 (GI) 保護制度に申請し、「大阪ワイン」が地域ブランドとして認定された。
大阪府のブドウ栽培の主力品種はデラウェアであり、大阪ワインに使われる主要品種も生食用のデラウェアである。糖度が高いが、作り方によって甘口から辛口まで様々である。カタシモワイナリーでは、約1.5ヘクタールの自社農園で、デラウェアをはじめ18品種のブドウを育てている。
安心・安全を尊重した栽培にこだわっており、1990年代から除草剤を使用しない減農薬栽培、21世紀に入ってからは有機栽培に取り組んでいる。2006年には大阪府エコ農産圃場に認定された。
ブドウ畑を活用して異業種人材交流や地域交流にも取り組んでいる。企業の社員や大学生らがボランティアとして集まり、ブドウ栽培から収穫に至るまでをのべ460名ほどが参加している。また、ボランティアの力を借りて、耕作放棄地を蘇らせる取り組みも行っている。こうした活動が企業のCSRの一環になり、ボランティア同士のつながりも生み出しているのである。

### 醸造
創業者の高井作次郎が研究を重ねてワイン醸造に成功したが、1914年の創業当初は製品として販売することができなかった。そこから日本酒などの醸造技術を取り入れて、1917年にようやく製品を販売することができたのである。
創業100年を越えてなお、創業当時からの醸造道具が一部残されている。

## 製品

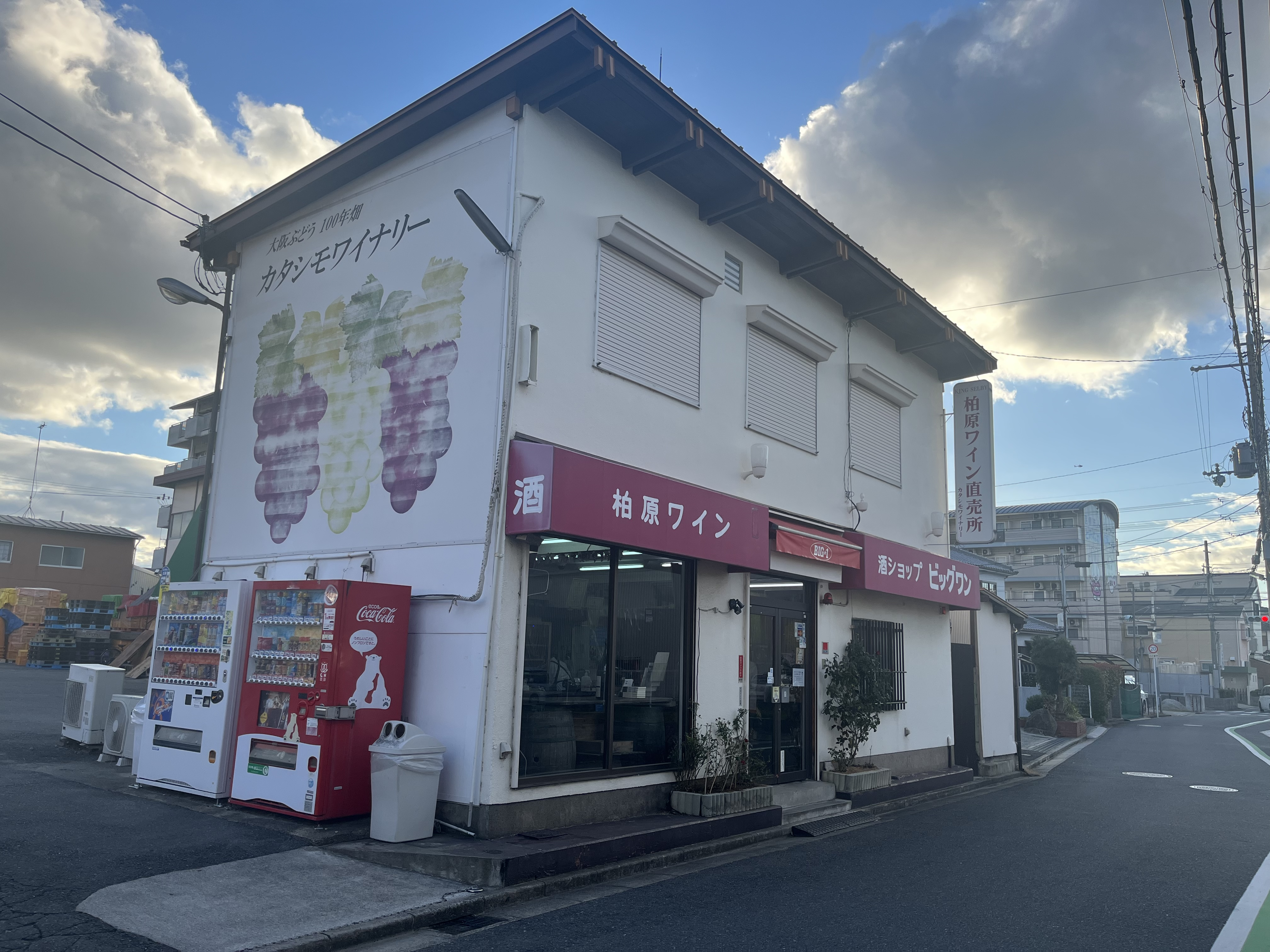
カタシモワイナリーの直売所

製品の種類は70種類にも上り、年間出荷量は26万本ほどである。
たこシャン
2010年に発売し、「たこ焼きに合う」を売り文句としている。関西国際空港を拠点とする格安航空会社・ピーチ・アビエーションの機内食で採用されたことでも話題となった。デラウェアを低温で発酵させ、柑橘類のような香りが残る辛口スパークリングワインである。
葡萄華
廃棄していたデラウェアの皮を使用した日本初のグラッパである。琥珀色をしていて、口に含むと甘い香りとコクが広がる。アルコール度数は35度。

## 受賞歴
「フェミナリーズ世界ワインコンクール」
- 第14回大会（2020年）
  - 日本ワイン／赤ワイン部門「柏原醸造ワイン 赤辛口 720 ml」 - 金賞
  - 日本産ワイン「柏原醸造ワイン 赤辛口 720 ml」 - TOP OF THE BEST
- 第15回大会（2021年）
  - 日本ワイン／白ワイン部門「堅下本葡萄 合名山南西畑」「K.S. シャルドネ Unwooded 2020」 - 金賞
- 第16回大会（2022年）
  - 日本ワイン／白ワイン部門「K.S. シャルドネ 2021」 - 金賞

## 見学
ワイナリー・ワイン畑見学のほか、食事会・勉強会、ワイン祭りの開催といった「ワインツーリズム」に力を入れている。大阪市中心部からのアクセスの良さから、コロナ禍以前は外国人を含む観光客が年間1万人訪れていた。

## 現地情報
営業時間
ミュージアムカフェ＆バー：不定期営業
カタシモワイナリー直売所：10：00～18：00（平日）、10：00～17：00（土曜日・日曜日・祝日）
住所
大阪府柏原市太平寺2丁目9-14
交通
近鉄大阪線「安堂駅」から徒歩8分
JR大和路線「柏原駅」から徒歩15分